# 言葉はさんかく こころは四角
「言葉はさんかく こころは四角」（ことばはさんかく こころはしかく）は、ロックバンド、くるりの19枚目のシングル。2007年7月25日に発売された。発売元はSPEEDSTAR RECORDS。くるりの7枚目のアルバムである『ワルツを踊れ Tanz Walzer』に収録されている。

## 概要
表題曲は映画『天然コケッコー』の主題歌。監督の山下敦弘は、くるりが以前に音楽の担当をした映画『リアリズムの宿』の監督でもある。
主題歌として採用される予定であったため、アルバムのレコーディングに入った際は早くからこの曲はレコーディングされた。シングルとしてはアルバム発売後で、映画公開とほぼ同時期に発売された。
シングルバージョンでは、ストリングスでアレンジされたものが収録されている。
初回限定盤には、ウィーンでのレコーディングをまとめたドキュメンタリーDVDが同梱されている。

## プロモーション・ビデオ
映画の内容が編集されたものである。

## 収録曲
作詞・作曲はすべて岸田繁
1. 言葉はさんかく こころは四角 (Single Ver.)
この曲のみアルフではなくエンジニアのディーツがミックスを担当している。
2. WIEN5
Salyuがゲスト・ボーカルとして参加している。
3. BLUE NAKED BLUE
ベースの佐藤征史がリードボーカルを担当している。